# Steven Hammell
Steven Hammell (Rutherglen, 18 februari 1982) is een Schotse voetballer (linksback) die sinds 2008 voor de Schotse eersteklasser Motherwell FC uitkomt.
Hammell speelde op 17 november 2004 zijn eerste en enige interland voor de Schotse nationale ploeg: een oefenwedstrijd tegen Zweden.
1 McGregor ·
2 Hutton ·
3 Whittaker ·
4 Hanley ·
5 Martin ·
6 Maloney ·
7 Morrison ·
8 McArthur ·
9 Griffiths ·
10 Snodgrass ·
11 Bannan ·
12 Gilks ·
13 Conway ·
14 Naismith ·
15 Webster ·
16 Rhodes ·
17 Mackay-Steven ·
19 Burke ·
20 Armstrong ·
21 Marshall ·
22 Jack ·
23 Watt ·
Coach: Strachan